# Schloss Lindenberg
Das Schloss Lindenberg ist ein Herrenhaus im Ortsteil Lindenberg der Gemeinde Tauche in Brandenburg.

## Geschichte
Das Schloss Lindenberg wurde vermutlich auf den Resten eines spätmittelalterlichen Vorgängerbaus errichtet. Das Rittergut gehörte im 17. und 18. Jahrhundert den Familien von Kracht und von Beeß. Ein bekannter Vertreter der Familie von Beeß war der preußische Minister und Erbherr auf Lindenberg Otto Leopold von Beeß (1690–1761), einer der Familie von Kracht, welcher auf Lindenberg geboren wurde, war der ehemalige Oberhauptmann der Festung Küstrin, Hildebrand von Kracht  (1573–1638).
1903 wurde das Rittergut von Wilhelm Colsman (1877–1929) erworben, einem Spross der Unternehmerdynastie Colsman aus dem Bergischen Land. Er entwickelte hier neuartige landwirtschaftliche Verfahrensweisen (z. B. das Kraftstroh-Landverfahren) und machte sich im Ersten Weltkrieg um die staatlich organisierte Lebensmittelversorgung verdient. Colsman beauftragte 1910 den Berliner Landschaftsarchitekten Ludwig Lesser mit der Umgestaltung der Parkanlage.
Der letzte Besitzer des Ritterguts vor der Enteignung war der weitläufig mit der Familie Colsman verwandte Kölner Bankier und spätere CDU-Politiker Robert Pferdmenges, der hier 1937 unter anderem auch Konrad Adenauer empfing.
Heute ist das Schloss Lindenberg nur noch teilweise bewohnt.

## Architektur
Das Schloss Lindenberg ist ein barocker Zweiflügelbau. Aus dem Spätmittelalter sind noch ein Raum mit Mittelpfeilern und ein Treppenhaus erhalten.
Paul Schmitthenner entwarf 1915 Leutehäuser für das zugehörige Rittergut.